# Cserhátszentiván
Cserhátszentiván község Nógrád vármegyében, a Pásztói járásban. A Novohrad-Nógrád UNESCO Globális Geopark települése.

## Fekvése
Szécsénytől délkeletre, Alsótold és Ecseg között fekszik. Nevét temploma és a falu védőszentjéről, keresztelő szent Jánosról kapta. Szomszédos települések még Herencsény és Kutasó.
A falu főutcája a Balassagyarmat térségétől (a 2108-as út mohorai szakaszától) a 2122-es út alsótoldi szakaszáig húzódó 2123-as út, ezen érhető el keleti és nyugati irányból is.

## Története
A honfoglalás előtti időkből szkíta és avar leletek kerültek elő. Itt haladt át a Szuha patak mentén a Hatvant Szécsénnyel összekötő kereskedelmi-hadi út, és innen ágazott el Balassagyarmat felé.
A honfoglalás után a Zách, Kacsin és Szolnok család tagjai telepedtek le. A környék hamarosan a Kökényes-Radnót nemzetség birtokába került, le egészen Hatvanig. A 11/12. század fordulóján már valószínűleg a Kökényes nemzetség Kathon, Kothon (Katona) ága birtokolta – az ő birtokuk volt még a Pásztó melletti Csontfalu (ma már nyoma sincs), Kutasó egy része és Lóc egy része is. A település nevét először egy 1265 körül kelt oklevélben említették Scentiwan alakban írva. 1542-ben a Szentiványon 12 nemesi birtokot írtak össze; a Kothon család ekkor északabbra költözött, és 1603-ban fiúágon kihalt.
A törökök 1542-1543 körül lerombolták Szentiványt: lakóit levágták, vagy elhurcolták. A váci nahije  1553-1554-es összeírása szerint az „elhagyott” Szentivány Csálin Diváne török tiszt hűbérbirtoka volt. 1559-ben "Szentiván-puszta", bevétele mindössze 390 akcse volt, ura Bali bin Ibrahim, majd 1572-től Ferhát bin Abdullah zsoldos lovaskatona.
Az újjáépítést 1728-1729-ben kezdték meg a Kothon család leányági örökösei, az Aranyi ágon Rákóczi, Szilassy, Balás és Szigedhy (Szigethy) család. Szentiványt felvidéki lutheránus tótokkal népesítették be, akik idővel katolizáltak és elmagyarosodtak. A Kothonok további örökösei – így a Siraky, Jeszenszky, Csernus család – az 1730-as – '40-es években telepedtek le.
1787-ben a II. József-féle összeírás 87 házat rögzített, 119 családdal, hivatalosan 612 (ténylegesen 593) lakossal, akik közül:
- 298 nő,
- 230 férfi,
- 50 sarjadék 1-12 éves korig,
- 20 fő 13-17 éves.

Csak a templom volt szilárd (kő) épület, a többi ház nem.
1872-ben körjegyzőséget és zsinagógát építettek.
A 20. század elején Nógrád vármegye sziráki járásához tartozott.
1910-ben 642 lakosából 634 magyar és 8 szlovák volt – 571 római katolikus, 40 evangélikus, 31 izraelita.
2001-ben a település lakosságának 100%-a magyar nemzetiségűnek vallotta magát. Lakói palócosan beszélnek, de a palóc hagyományokat nem őrzik.

## Közélete

### Polgármesterei
- 1990–1994: Noskó Sándor (független)[4]
- 1994–1998: Noskó Sándor (független)[5]
- 1998–2002: Noskó Sándor (független)[6]
- 2002–2006: Noskó Sándor (független)[7]
- 2006–2007: Noskó Sándor Gábor (független)[8]
- 2008–2010: Jozipovics György Nándor (független)[9]
- 2010–2014: Kovács Éva (független)[10]
- 2014–2016: Csóré István (független)[11]
- 2016–2019: Siraky Attila (független)[12][13]
- 2019–2024: Siraky Attila (független)[14]
- 2024– : Siraky Attila (független)[1]

A településen 2008. január 27-én időközi polgármester-választást tartottak, mert az előző faluvezetőnek megszűnt a polgármesteri pozíciója, a tisztséggel összefüggő bűncselekmény miatt.
A választáson ennek ellenére ő is elindult, de alulmaradt egyetlen kihívójával szemben.
2016. november 20-án újból időközi polgármester-választást kellett tartani a községben, az előző polgármester halála okán.

## Népesség
A település népességének változása:
| Lakosok száma | 125  | 123  | 118  | 103  | 113  | 108  | 111  |
|               | 2013 | 2014 | 2015 | 2021 | 2022 | 2023 | 2024 |

A 2011-es népszámlálás során a lakosok 95,7%-a magyarnak mondta magát (4,3% nem nyilatkozott). A vallási megoszlás a következő volt: római katolikus 70%, református 2,1%, evangélikus 4,3%, görögkatolikus 1,4%, felekezeten kívüli 13,6% (6,4% nem nyilatkozott).
2022-ben a lakosság 90,3%-a vallotta magát magyarnak, 7,1% egyéb, nem hazai nemzetiségűnek (9,7% nem nyilatkozott; a kettős identitások miatt a végösszeg nagyobb lehet 100%-nál). Vallásuk szerint 43,4% volt római katolikus, 4,4% református, 2,7% evangélikus, 0,9% egyéb keresztény, 2,7% egyéb katolikus, 10,6% felekezeten kívüli (35,4% nem válaszolt).

## Nevezetességei

### Régi katolikus templom

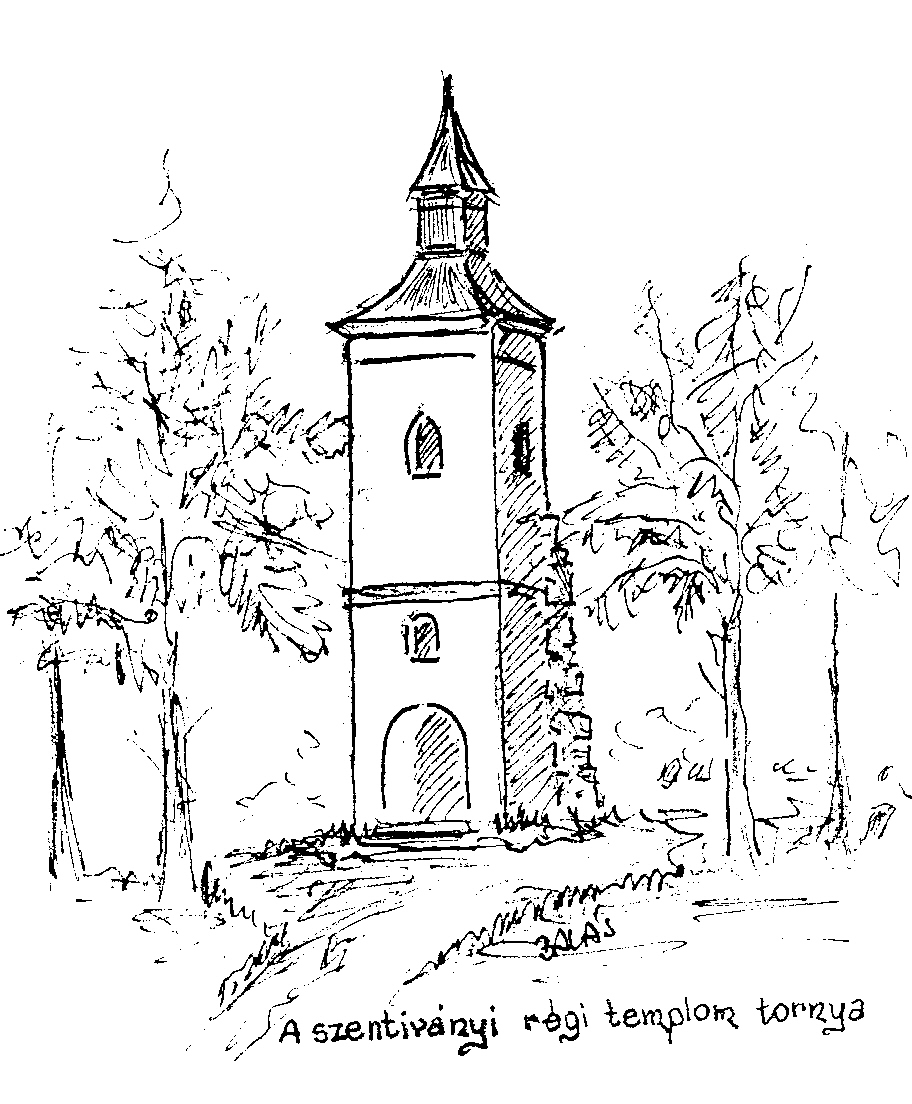
Régi templomtorony

A régi, nem keletnek tájolt katolikus templom a falu feletti domb tetején épült – az eredeti épület valószínűleg a 11. században, miután szent István törvényben előírta, hogy tíz falunak kell egy templomot építenie, és vasárnap mindenkinek az egyházba kell mennie.
A török időkben kifosztott, felgyújtott és lerombolt templom faragott köveit a sipeki nemesek elhordták, hogy templomot építsenek maguknak belőle. A régi templomot 1752–1759 között építették újjá, ekkor már barokk stílusban. Eredeti alapterületét ekkor valószínűleg megtartották – az egyhajós templom ekkor egy 1940 körül készült fénykép alapján 10–12 m széles (ebből 4 m a torony) és 14–16 m hosszú lehetett. Az ugyancsak barokk stílusú tornyot 1771-es bővítéskor építették hozzá.
1757-ben a váci püspök harangot ajándékozott a falunak. 1760-ban önálló plébánia lett anyakönyvező joggal. 1779-ben fa haranglábat építettek, a plébánia épülete 1780-ban készült el.
1940-ben falu úgy döntött, hogy új, nagyobb templomot építenek, és ehhez felhasználják a régi templom köveit. A falakat az alapokig visszabontották, csak a négyzetes, 4,1 m x 4,1 m alapterületű tornyot hagyták meg a temető közepén; jelenleg műemlék jellegű. Az alapfalakat föld takarja, a templom alakja nehezen követhető. A hajó alatt
eltömedékelt, boltozott kripta van.

### Híres szülöttei
A településen született Noskó Ernő olimpiai bajnok labdarúgó

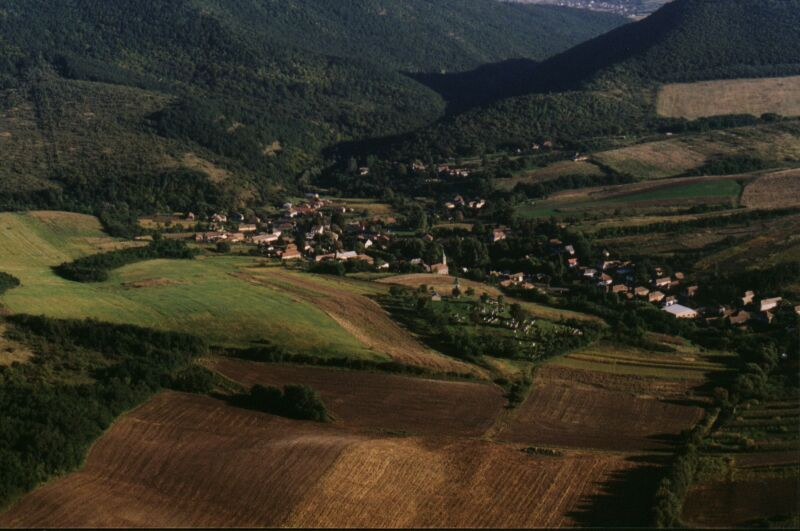
Légi felvétel

### Érdekesség
Itt forgatták 2007-ben a Mázli című filmet.